# Neubaustrecke Montpellier–Perpignan
| Streckenverlauf |                      |                                                                                        |                                                                                        |
| Streckenlänge: | 150 km               |                                                                                        |                                                                                        |
| Spurweite: | 1435 mm (Normalspur) |                                                                                        |                                                                                        |
| Stromsystem: | 25 kV 50 Hz ~        |                                                                                        |                                                                                        |
| Minimaler Radius: | 5900 m               |                                                                                        |                                                                                        |
| Streckengeschwindigkeit: | 320 km/h             |                                                                                        |                                                                                        |
| Zweigleisigkeit: | ja                   |                                                                                        |                                                                                        |
| |                      |                                                                                        |                                                                                        |
| \| \| \| \| \| \| \| \| Contournement de Nîmes et Montpellier von Montpellier-Sud-de-France/Nîmes-Pont-du-Gard \| \| \| \| \| \| \| \| \| 86,39150,11 \| Abzw. Lattes; Beginn Phase 1 - Mischverkehr \| Abzw. Lattes; Beginn Phase 1 - Mischverkehr \| \| \| 0,00 \| Bahnstrecke Tarascon–Sète-Ville von Montpellier-Saint-Roch \| Bahnstrecke Tarascon–Sète-Ville von Montpellier-Saint-Roch \| \| \| 2,35148,37 \| Abzw. Saint-Jean-de-Védas (Güter- und Personenverkehr) \| Abzw. Saint-Jean-de-Védas (Güter- und Personenverkehr) \| \| \| 147,45 \| Viaduc du Mosson (La Mosson; 395 m) \| Viaduc du Mosson (La Mosson; 395 m) \| \| \| 143,79 \| Tunnel de la Gardiole (372 m) \| Tunnel de la Gardiole (372 m) \| \| \| 133,47 \| Viaduc de la Vène (La Vène; 405 m) \| Viaduc de la Vène (La Vène; 405 m) \| \| \| 133,00 \| RD613 (135 m) \| RD613 (135 m) \| \| \| 131,72 \| Viaduc de Poussan (A9; 1445 m) \| Viaduc de Poussan (A9; 1445 m) \| \| \| 127,84 \| A9 (190 m) \| A9 (190 m) \| \| \| 126,03 \| Instandhaltungsbasis Loupian (Betriebsgleise südlich) \| Instandhaltungsbasis Loupian (Betriebsgleise südlich) \| \| \| 124,66 \| Viaduc de Pallas (Le Pallas; 450 m) \| Viaduc de Pallas (Le Pallas; 450 m) \| \| \| 122,67 \| Viaduc d’Aygues-Nay (220 m) \| Viaduc d’Aygues-Nay (220 m) \| \| \| 121,57 \| PCV de Mèze (einfache Üst) \| PCV de Mèze (einfache Üst) \| \| \| 119,51 \| Viaduc de Nègues-Vaques (130 m) \| Viaduc de Nègues-Vaques (130 m) \| \| \| 116,99 \| Güterzugüberholbahnhof (optional) \| Güterzugüberholbahnhof (optional) \| \| \| 115,23 \| PCV de Pinet (einfache Üst) \| PCV de Pinet (einfache Üst) \| \| \| 111,49 \| Flutbrücke Hérault (140 m) \| Flutbrücke Hérault (140 m) \| \| \| 111,07 \| Flutbrücke Hérault (400 m) \| Flutbrücke Hérault (400 m) \| \| \| 110,36 \| Viaduc de l’Hérault (Hérault; 270 m) \| Viaduc de l’Hérault (Hérault; 270 m) \| \| \| 110,00 \| Flutbrücke Hérault (150 m) \| Flutbrücke Hérault (150 m) \| \| \| 109,68 \| Flutbrücke Hérault (270 m) \| Flutbrücke Hérault (270 m) \| \| \| 109,18 \| Bahnstrecke Vias–Lodève \| Bahnstrecke Vias–Lodève \| \| \| \| Flutbrücke Hérault (360 m) \| \| \| \| \| Instandhaltungsbasis Bessan–Saint-Thibéry \| \| \| \| 108,28 \| Abzw. Bessan (nur Bauzüge) \| Abzw. Bessan (nur Bauzüge) \| \| \| 102,94 \| A9 (55 m) \| A9 (55 m) \| \| \| 100,62 \| Viaduc du Libron (Libron; 360 m) \| Viaduc du Libron (Libron; 360 m) \| \| \| 99,75 \| PCV de Cers \| PCV de Cers \| \| \| 99,264,51 \| Abzw. Cers; Ende Phase 1 \| Abzw. Cers; Ende Phase 1 \| \| \| 0,00 \| Bahnstrecke Bordeaux–Sète von Sète \| Bahnstrecke Bordeaux–Sète von Sète \| \| \| \| Phase 2 - nur Personenverkehr \| \| \| \| 96,75 \| Béziers-Est \| Béziers-Est \| \| \| 94,38 \| Bahnstrecke Bordeaux–Sète nach Béziers \| Bahnstrecke Bordeaux–Sète nach Béziers \| \| \| 93,86 \| Viaduc du Canal du Midi (Canal du Midi; 175 m) \| Viaduc du Canal du Midi (Canal du Midi; 175 m) \| \| \| 93,13 \| Flutbrücke Orb (225 m) \| Flutbrücke Orb (225 m) \| \| \| 92,86 \| PCV de Villeneuve-les-Béziers (einfache Üst) \| PCV de Villeneuve-les-Béziers (einfache Üst) \| \| \| 92,13 \| Viaduc de l’Orb (Orb; 200 m) \| Viaduc de l’Orb (Orb; 200 m) \| \| \| 91,71 \| Flutbrücke Orb (180 m) \| Flutbrücke Orb (180 m) \| \| \| 91,05 \| Flutbrücke Orb (180 m) \| Flutbrücke Orb (180 m) \| \| \| 87,92 \| A9 (150 m) \| A9 (150 m) \| \| \| 82,74 \| PCV Nissan-lez-Enserune (Betriebsgleise südlich) \| PCV Nissan-lez-Enserune (Betriebsgleise südlich) \| \| \| 80,42 \| Bahnstrecke Bordeaux–Sète (100 m) \| Bahnstrecke Bordeaux–Sète (100 m) \| \| \| 75,66 \| Viaduc de Capestang Sud (1170 m) \| Viaduc de Capestang Sud (1170 m) \| \| \| 75,32 \| PCV de Coursan (einfache Üst) \| PCV de Coursan (einfache Üst) \| \| \| 74,58 \| Viaduc de Ricardelle (495 m) \| Viaduc de Ricardelle (495 m) \| \| \| 71,19 \| Viaduc de Coutelle (360 m) \| Viaduc de Coutelle (360 m) \| \| \| 70,25 \| Viaduc de l’entre-deux digues (1125 m) \| Viaduc de l’entre-deux digues (1125 m) \| \| \| 69,45 \| Viaduc de l’Aude (Aude; 850 m) \| Viaduc de l’Aude (Aude; 850 m) \| \| \| 68,11 \| Viaduc de la Robine (Canal de la Robine; 230 m) \| Viaduc de la Robine (Canal de la Robine; 230 m) \| \| \| 68,xx0,00 \| Abzw. Moussan \| Abzw. Moussan \| \| \| \| Bahnstrecke Narbonne–Bize \| \| \| \| \| Bahnstrecke Bordeaux–Sète von/nach Toulouse-Matabiau \| \| \| \| 61,65 \| Abzw. Narbonne \| Abzw. Narbonne \| \| \| 61,30 \| Narbonne-Ouest nach Narbonne \| Narbonne-Ouest nach Narbonne \| \| \| 61,16 \| Viaduc du Veyret (400 m) \| Viaduc du Veyret (400 m) \| \| \| 58,51 \| A61 (100 m) \| A61 (100 m) \| \| \| 56,79 \| Überdeckung Jonquières (250 m) \| Überdeckung Jonquières (250 m) \| \| \| 55,60 \| Tunnel Lambert (350 m) \| Tunnel Lambert (350 m) \| \| \| 45,80 \| Viaduc de la Berre (La Berre; 180 m) \| Viaduc de la Berre (La Berre; 180 m) \| \| \| 44,75 \| PCV de Portel-des-Corbières (Betriebsgleise nördlich) \| PCV de Portel-des-Corbières (Betriebsgleise nördlich) \| \| \| 41,10 \| Viaduc du Ruisseau des Cabanettes (110 m) \| Viaduc du Ruisseau des Cabanettes (110 m) \| \| \| 39,14 \| Tunnel Roquefort (330 m) \| Tunnel Roquefort (330 m) \| \| \| 38,57 \| Viaduc de la Combe de la Val (130 m) \| Viaduc de la Combe de la Val (130 m) \| \| \| 32,07 \| Viaduc de l’Arène (315 m) \| Viaduc de l’Arène (315 m) \| \| \| 31,61 \| Viaduc du Ruisseau de l’Abreuvoir (135 m) \| Viaduc du Ruisseau de l’Abreuvoir (135 m) \| \| \| 28,22 \| Viaduc de la Combe de Remiols (130 m) \| Viaduc de la Combe de Remiols (130 m) \| \| \| 19,15 \| Viaduc du Mas Llobet (175 m) \| Viaduc du Mas Llobet (175 m) \| \| \| 15,676,15 \| Abzw. Rivesaltes-Nord \| Abzw. Rivesaltes-Nord \| \| \| \| Bahnstrecke Narbonne–Portbou von Narbonne \| \| \| \| \| Güterbahnhof Rivesaltes \| \| \| \| 13,88 \| Viaduc du Roboul (3× 135 m) \| Viaduc du Roboul (3× 135 m) \| \| \| 13,14 \| Abzw. Rivesaltes-Nord (nur Güterverkehr) – Mischverkehr \| Abzw. Rivesaltes-Nord (nur Güterverkehr) – Mischverkehr \| \| \| 12,08 \| Viaduc de l’Agly (Agly; 315 m / 340 m) \| Viaduc de l’Agly (Agly; 315 m / 340 m) \| \| \| 11,67 \| Bahnstrecke Carcassonne–Rivesaltes \| Bahnstrecke Carcassonne–Rivesaltes \| \| \| \| Instandhaltungsbasis Rivesaltes \| \| \| \| 0,00 \| Bahnstrecke Narbonne–Portbou nach Perpignan \| Bahnstrecke Narbonne–Portbou nach Perpignan \| \| \| 2,01 \| Viaduc de la Têt (Têt; 440 m) \| Viaduc de la Têt (Têt; 440 m) \| \| \| 1,70 \| Überdeckung Soler (250 m) \| Überdeckung Soler (250 m) \| \| \| 1,22 \| Bahnstrecke Perpignan–Villefranche-de-Conflent von Perpignan \| Bahnstrecke Perpignan–Villefranche-de-Conflent von Perpignan \| \| \| \| Güterbahnhof Le Soler \| \| \| \| 0,00 \| Beginn LGV Perpignan–Figueres \| Beginn LGV Perpignan–Figueres \| \| \| \| Abzw. Toulouges \| \| \| \| \| LGV Perpignan–Figueres nach Figueres/Barcelona \| \| |                      |                                                                                        |                                                                                        |
| |                      |                                                                                        |                                                                                        |
| Strecke |                      | Contournement de Nîmes et Montpellier von Montpellier-Sud-de-France/Nîmes-Pont-du-Gard | Contournement de Nîmes et Montpellier von Montpellier-Sud-de-France/Nîmes-Pont-du-Gard |
| |                      |                                                                                        |                                                                                        |
| Abzweig ehemals geradeaus und nach links · Strecke von rechts | 86,39150,11          | Abzw. Lattes; Beginn Phase 1 - Mischverkehr                                            | Abzw. Lattes; Beginn Phase 1 - Mischverkehr                                            |
| Abzweig quer und ehemals von rechts · Kreuzung geradeaus oben (Strecke geradeaus außer Betrieb) · Abzweig quer und nach links | 0,00                 | Bahnstrecke Tarascon–Sète-Ville von Montpellier-Saint-Roch                             | Bahnstrecke Tarascon–Sète-Ville von Montpellier-Saint-Roch                             |
| Strecke nach links (außer Betrieb) · Abzweig geradeaus und von rechts (Strecke außer Betrieb) | 2,35148,37           | Abzw. Saint-Jean-de-Védas (Güter- und Personenverkehr)                                 | Abzw. Saint-Jean-de-Védas (Güter- und Personenverkehr)                                 |
| Brücke über Wasserlauf (Strecke außer Betrieb) | 147,45               | Viaduc du Mosson (La Mosson; 395 m)                                                    | Viaduc du Mosson (La Mosson; 395 m)                                                    |
| Tunnel (Strecke außer Betrieb) | 143,79               | Tunnel de la Gardiole (372 m)                                                          | Tunnel de la Gardiole (372 m)                                                          |
| Brücke über Wasserlauf (Strecke außer Betrieb) | 133,47               | Viaduc de la Vène (La Vène; 405 m)                                                     | Viaduc de la Vène (La Vène; 405 m)                                                     |
| Brücke (Strecke außer Betrieb) | 133,00               | RD613 (135 m)                                                                          | RD613 (135 m)                                                                          |
| Brücke (Strecke außer Betrieb) | 131,72               | Viaduc de Poussan (A9; 1445 m)                                                         | Viaduc de Poussan (A9; 1445 m)                                                         |
| Tunnel (Strecke außer Betrieb) | 127,84               | A9 (190 m)                                                                             | A9 (190 m)                                                                             |
| Blockstelle (Strecke außer Betrieb) | 126,03               | Instandhaltungsbasis Loupian (Betriebsgleise südlich)                                  | Instandhaltungsbasis Loupian (Betriebsgleise südlich)                                  |
| Brücke über Wasserlauf (Strecke außer Betrieb) | 124,66               | Viaduc de Pallas (Le Pallas; 450 m)                                                    | Viaduc de Pallas (Le Pallas; 450 m)                                                    |
| Brücke (Strecke außer Betrieb) | 122,67               | Viaduc d’Aygues-Nay (220 m)                                                            | Viaduc d’Aygues-Nay (220 m)                                                            |
| Überleitstelle / Spurwechsel (Strecke außer Betrieb) | 121,57               | PCV de Mèze (einfache Üst)                                                             | PCV de Mèze (einfache Üst)                                                             |
| Brücke (Strecke außer Betrieb) | 119,51               | Viaduc de Nègues-Vaques (130 m)                                                        | Viaduc de Nègues-Vaques (130 m)                                                        |
| Dienststation / Betriebs- oder Güterbahnhof (Strecke außer Betrieb) | 116,99               | Güterzugüberholbahnhof (optional)                                                      | Güterzugüberholbahnhof (optional)                                                      |
| Überleitstelle / Spurwechsel (Strecke außer Betrieb) | 115,23               | PCV de Pinet (einfache Üst)                                                            | PCV de Pinet (einfache Üst)                                                            |
| Brücke (Strecke außer Betrieb) | 111,49               | Flutbrücke Hérault (140 m)                                                             | Flutbrücke Hérault (140 m)                                                             |
| Brücke (Strecke außer Betrieb) | 111,07               | Flutbrücke Hérault (400 m)                                                             | Flutbrücke Hérault (400 m)                                                             |
| Brücke über Wasserlauf (Strecke außer Betrieb) | 110,36               | Viaduc de l’Hérault (Hérault; 270 m)                                                   | Viaduc de l’Hérault (Hérault; 270 m)                                                   |
| Brücke (Strecke außer Betrieb) | 110,00               | Flutbrücke Hérault (150 m)                                                             | Flutbrücke Hérault (150 m)                                                             |
| Brücke (Strecke außer Betrieb) | 109,68               | Flutbrücke Hérault (270 m)                                                             | Flutbrücke Hérault (270 m)                                                             |
| Kreuzung Anfang Hochstrecke (Strecke geradeaus außer Betrieb) · Abzweig quer und ehemals von links | 109,18               | Bahnstrecke Vias–Lodève                                                                | Bahnstrecke Vias–Lodève                                                                |
| Strecke Ende Hochstrecke (außer Betrieb) · Strecke |                      | Flutbrücke Hérault (360 m)                                                             | Flutbrücke Hérault (360 m)                                                             |
| Strecke (außer Betrieb) · Blockstelle |                      | Instandhaltungsbasis Bessan–Saint-Thibéry                                              | Instandhaltungsbasis Bessan–Saint-Thibéry                                              |
| Abzweig geradeaus und nach links (Strecke außer Betrieb) · Strecke nach rechts | 108,28               | Abzw. Bessan (nur Bauzüge)                                                             | Abzw. Bessan (nur Bauzüge)                                                             |
| Brücke (Strecke außer Betrieb) | 102,94               | A9 (55 m)                                                                              | A9 (55 m)                                                                              |
| Brücke über Wasserlauf (Strecke außer Betrieb) | 100,62               | Viaduc du Libron (Libron; 360 m)                                                       | Viaduc du Libron (Libron; 360 m)                                                       |
| Überleitstelle / Spurwechsel (Strecke außer Betrieb) | 99,75                | PCV de Cers                                                                            | PCV de Cers                                                                            |
| Abzweig geradeaus und nach links (Strecke außer Betrieb) · Strecke von rechts (außer Betrieb) | 99,264,51            | Abzw. Cers; Ende Phase 1                                                               | Abzw. Cers; Ende Phase 1                                                               |
| Strecke (außer Betrieb) · Abzweig ehemals geradeaus und von links | 0,00                 | Bahnstrecke Bordeaux–Sète von Sète                                                     | Bahnstrecke Bordeaux–Sète von Sète                                                     |
| Strecke (außer Betrieb) |                      | Phase 2 - nur Personenverkehr                                                          | Phase 2 - nur Personenverkehr                                                          |
| Bahnhof (Strecke außer Betrieb) | 96,75                | Béziers-Est                                                                            | Béziers-Est                                                                            |
| Kreuzung geradeaus oben (Strecke geradeaus außer Betrieb) | 94,38                | Bahnstrecke Bordeaux–Sète nach Béziers                                                 | Bahnstrecke Bordeaux–Sète nach Béziers                                                 |
| Brücke über Wasserlauf (Strecke außer Betrieb) | 93,86                | Viaduc du Canal du Midi (Canal du Midi; 175 m)                                         | Viaduc du Canal du Midi (Canal du Midi; 175 m)                                         |
| Brücke (Strecke außer Betrieb) | 93,13                | Flutbrücke Orb (225 m)                                                                 | Flutbrücke Orb (225 m)                                                                 |
| Überleitstelle / Spurwechsel (Strecke außer Betrieb) | 92,86                | PCV de Villeneuve-les-Béziers (einfache Üst)                                           | PCV de Villeneuve-les-Béziers (einfache Üst)                                           |
| Brücke über Wasserlauf (Strecke außer Betrieb) | 92,13                | Viaduc de l’Orb (Orb; 200 m)                                                           | Viaduc de l’Orb (Orb; 200 m)                                                           |
| Brücke (Strecke außer Betrieb) | 91,71                | Flutbrücke Orb (180 m)                                                                 | Flutbrücke Orb (180 m)                                                                 |
| Brücke (Strecke außer Betrieb) | 91,05                | Flutbrücke Orb (180 m)                                                                 | Flutbrücke Orb (180 m)                                                                 |
| Tunnel (Strecke außer Betrieb) | 87,92                | A9 (150 m)                                                                             | A9 (150 m)                                                                             |
| Überleitstelle / Spurwechsel (Strecke außer Betrieb) | 82,74                | PCV Nissan-lez-Enserune (Betriebsgleise südlich)                                       | PCV Nissan-lez-Enserune (Betriebsgleise südlich)                                       |
| Kreuzung geradeaus oben (Strecke geradeaus außer Betrieb) | 80,42                | Bahnstrecke Bordeaux–Sète (100 m)                                                      | Bahnstrecke Bordeaux–Sète (100 m)                                                      |
| Brücke (Strecke außer Betrieb) | 75,66                | Viaduc de Capestang Sud (1170 m)                                                       | Viaduc de Capestang Sud (1170 m)                                                       |
| Überleitstelle / Spurwechsel (Strecke außer Betrieb) | 75,32                | PCV de Coursan (einfache Üst)                                                          | PCV de Coursan (einfache Üst)                                                          |
| Brücke (Strecke außer Betrieb) | 74,58                | Viaduc de Ricardelle (495 m)                                                           | Viaduc de Ricardelle (495 m)                                                           |
| Brücke (Strecke außer Betrieb) | 71,19                | Viaduc de Coutelle (360 m)                                                             | Viaduc de Coutelle (360 m)                                                             |
| Brücke (Strecke außer Betrieb) | 70,25                | Viaduc de l’entre-deux digues (1125 m)                                                 | Viaduc de l’entre-deux digues (1125 m)                                                 |
| Brücke über Wasserlauf (Strecke außer Betrieb) | 69,45                | Viaduc de l’Aude (Aude; 850 m)                                                         | Viaduc de l’Aude (Aude; 850 m)                                                         |
| Brücke über Wasserlauf (Strecke außer Betrieb) | 68,11                | Viaduc de la Robine (Canal de la Robine; 230 m)                                        | Viaduc de la Robine (Canal de la Robine; 230 m)                                        |
| Strecke von links (außer Betrieb) · Abzweig geradeaus und nach rechts (Strecke außer Betrieb) | 68,xx0,00            | Abzw. Moussan                                                                          | Abzw. Moussan                                                                          |
| Kreuzung geradeaus oben (Strecke geradeaus außer Betrieb) · Kreuzung geradeaus oben (Strecke geradeaus außer Betrieb) |                      | Bahnstrecke Narbonne–Bize                                                              | Bahnstrecke Narbonne–Bize                                                              |
| Abzweig ehemals quer und von rechts · Abzweig nach rechts und von rechts (Strecke außer Betrieb) · Strecke (außer Betrieb) |                      | Bahnstrecke Bordeaux–Sète von/nach Toulouse-Matabiau                                   | Bahnstrecke Bordeaux–Sète von/nach Toulouse-Matabiau                                   |
| Strecke nach links (außer Betrieb) · Abzweig geradeaus und von rechts (Strecke außer Betrieb) | 61,65                | Abzw. Narbonne                                                                         | Abzw. Narbonne                                                                         |
| ehemaliger Turmbahnhof geradeaus oben (Strecke geradeaus außer Betrieb) | 61,30                | Narbonne-Ouest nach Narbonne                                                           | Narbonne-Ouest nach Narbonne                                                           |
| Brücke über Wasserlauf (Strecke außer Betrieb) | 61,16                | Viaduc du Veyret (400 m)                                                               | Viaduc du Veyret (400 m)                                                               |
| Tunnel (Strecke außer Betrieb) | 58,51                | A61 (100 m)                                                                            | A61 (100 m)                                                                            |
| Tunnel (Strecke außer Betrieb) | 56,79                | Überdeckung Jonquières (250 m)                                                         | Überdeckung Jonquières (250 m)                                                         |
| Tunnel (Strecke außer Betrieb) | 55,60                | Tunnel Lambert (350 m)                                                                 | Tunnel Lambert (350 m)                                                                 |
| Brücke über Wasserlauf (Strecke außer Betrieb) | 45,80                | Viaduc de la Berre (La Berre; 180 m)                                                   | Viaduc de la Berre (La Berre; 180 m)                                                   |
| Überleitstelle / Spurwechsel (Strecke außer Betrieb) | 44,75                | PCV de Portel-des-Corbières (Betriebsgleise nördlich)                                  | PCV de Portel-des-Corbières (Betriebsgleise nördlich)                                  |
| Brücke über Wasserlauf (Strecke außer Betrieb) | 41,10                | Viaduc du Ruisseau des Cabanettes (110 m)                                              | Viaduc du Ruisseau des Cabanettes (110 m)                                              |
| Tunnel (Strecke außer Betrieb) | 39,14                | Tunnel Roquefort (330 m)                                                               | Tunnel Roquefort (330 m)                                                               |
| Brücke (Strecke außer Betrieb) | 38,57                | Viaduc de la Combe de la Val (130 m)                                                   | Viaduc de la Combe de la Val (130 m)                                                   |
| Brücke über Wasserlauf (Strecke außer Betrieb) | 32,07                | Viaduc de l’Arène (315 m)                                                              | Viaduc de l’Arène (315 m)                                                              |
| Brücke über Wasserlauf (Strecke außer Betrieb) | 31,61                | Viaduc du Ruisseau de l’Abreuvoir (135 m)                                              | Viaduc du Ruisseau de l’Abreuvoir (135 m)                                              |
| Brücke (Strecke außer Betrieb) | 28,22                | Viaduc de la Combe de Remiols (130 m)                                                  | Viaduc de la Combe de Remiols (130 m)                                                  |
| Brücke über Wasserlauf (Strecke außer Betrieb) | 19,15                | Viaduc du Mas Llobet (175 m)                                                           | Viaduc du Mas Llobet (175 m)                                                           |
| Abzweig geradeaus und nach links (Strecke außer Betrieb) · Strecke von rechts (außer Betrieb) | 15,676,15            | Abzw. Rivesaltes-Nord                                                                  | Abzw. Rivesaltes-Nord                                                                  |
| Strecke (außer Betrieb) · Strecke (außer Betrieb) · Abzweig ehemals geradeaus und nach links |                      | Bahnstrecke Narbonne–Portbou von Narbonne                                              | Bahnstrecke Narbonne–Portbou von Narbonne                                              |
| Strecke (außer Betrieb) · Strecke (außer Betrieb) · Dienststation / Betriebs- oder Güterbahnhof (Strecke außer Betrieb) |                      | Güterbahnhof Rivesaltes                                                                | Güterbahnhof Rivesaltes                                                                |
| Brücke über Wasserlauf (Strecke außer Betrieb) · Brücke über Wasserlauf (Strecke außer Betrieb) · Brücke über Wasserlauf (Strecke außer Betrieb) | 13,88                | Viaduc du Roboul (3× 135 m)                                                            | Viaduc du Roboul (3× 135 m)                                                            |
| Abzweig geradeaus und von links (Strecke außer Betrieb) · Kreuzung geradeaus oben (Strecken außer Betrieb) · Strecke nach rechts (außer Betrieb) | 13,14                | Abzw. Rivesaltes-Nord (nur Güterverkehr) – Mischverkehr                                | Abzw. Rivesaltes-Nord (nur Güterverkehr) – Mischverkehr                                |
| Brücke über Wasserlauf (Strecke außer Betrieb) · Brücke über Wasserlauf (Strecke außer Betrieb) | 12,08                | Viaduc de l’Agly (Agly; 315 m / 340 m)                                                 | Viaduc de l’Agly (Agly; 315 m / 340 m)                                                 |
| Kreuzung geradeaus oben (Strecke geradeaus außer Betrieb) · Kreuzung geradeaus oben (Strecke geradeaus außer Betrieb) | 11,67                | Bahnstrecke Carcassonne–Rivesaltes                                                     | Bahnstrecke Carcassonne–Rivesaltes                                                     |
| Strecke (außer Betrieb) · Blockstelle (Strecke außer Betrieb) |                      | Instandhaltungsbasis Rivesaltes                                                        | Instandhaltungsbasis Rivesaltes                                                        |
| Strecke (außer Betrieb) · Abzweig ehemals geradeaus und von links | 0,00                 | Bahnstrecke Narbonne–Portbou nach Perpignan                                            | Bahnstrecke Narbonne–Portbou nach Perpignan                                            |
| Brücke über Wasserlauf (Strecke außer Betrieb) | 2,01                 | Viaduc de la Têt (Têt; 440 m)                                                          | Viaduc de la Têt (Têt; 440 m)                                                          |
| Tunnel (Strecke außer Betrieb) | 1,70                 | Überdeckung Soler (250 m)                                                              | Überdeckung Soler (250 m)                                                              |
| Kreuzung geradeaus unten (Strecke geradeaus außer Betrieb) · Abzweig quer und von links | 1,22                 | Bahnstrecke Perpignan–Villefranche-de-Conflent von Perpignan                           | Bahnstrecke Perpignan–Villefranche-de-Conflent von Perpignan                           |
| Strecke (außer Betrieb) · Dienststation / Betriebs- oder Güterbahnhof |                      | Güterbahnhof Le Soler                                                                  | Güterbahnhof Le Soler                                                                  |
| Wechsel des Eisenbahninfrastrukturunternehmens (Strecke außer Betrieb) · Strecke | 0,00                 | Beginn LGV Perpignan–Figueres                                                          | Beginn LGV Perpignan–Figueres                                                          |
| Abzweig ehemals geradeaus und von links · Strecke nach rechts |                      | Abzw. Toulouges                                                                        | Abzw. Toulouges                                                                        |
| Strecke |                      | LGV Perpignan–Figueres nach Figueres/Barcelona                                         | LGV Perpignan–Figueres nach Figueres/Barcelona                                         |

Die Neubaustrecke Montpellier–Perpignan (franz. Ligne nouvelle Montpellier – Perpignan), kurz LNMP, ist eine geplante französische Hochgeschwindigkeitsstrecke zwischen Lattes, südlich von Montpellier, und Le Soler, westlich von Perpignan. Sie stellt den Lückenschluss der LGV Méditerranée bzw. des Contournement de Nîmes et Montpellier mit der LGV Perpignan–Figueres in Richtung Spanien dar. Die Strecke ist, im Gegensatz zu den meisten anderen Schnellfahrstrecken in Frankreich, im Abschnitt Montpellier–Béziers und der Umfahrung von Perpignan für den Mischverkehr von Personen- und Güterverkehr ausgelegt. Es ist vorgesehen, 150 km zweigleisiger Eisenbahnstrecke und 30 km Anschlussstrecken an das bestehende Schienennetz zu erstellen.
Die Baumaßnahmen sollen in zwei Etappen erfolgen, das erste Teilstück von Montpellier nach Béziers soll 2034 in Betrieb gehen, das zweite Teilstück bis Perpignan ca. 2045. Die Baukosten für die gesamte Strecke wurden per 2020 auf 6,120 Milliarden Euro geschätzt, für den ersten Abschnitt werden ca. 2,040 Milliarden Euro veranschlagt.

## Streckenverlauf

### Phase 1: Montpellier–Béziers
Die Strecke beginnt im Departement Hérault und schließt bei Lattes an das Contournement de Nîmes et Montpellier aus Richtung Nîmes an. Hier entsteht eine Verbindungsstrecke von der Altstrecke Tarascon–Sète aus, sodass Züge auch den Bahnhof Montpellier-Saint-Roch bedienen können.
Anschließend verläuft die Strecke in Südwestlicher Richtung, teilweise gebündelt mit der Autobahn A9 und führt entlang des Nordhangs des Massif de la Gardiole, welches mit einem kurzen Tunnel durchquert wird. Auf Höhe der Gemeinde Loupian wird die Autobahn unterquert, bevor das Bassin de Thau nordwestlich umfahren wird. Die Landwirtschaft- und Weinanbaugebiete, unter anderem die Coteaux du Languedoc und Picpoul-de-Pinet werden durchquert. Westlich der Gemeinde Florensac wird die Hérault-Ebene gequert, bevor auf Gemeindegebiet von Montblanc die Autobahn A9 überquert wird. Nördlich der Gemeinde Cers befindet sich die Ausfädelung des Anschluss an die Bestandsstrecke Sète–Narbonne, welche für den Güterverkehr und bis zur Inbetriebnahme der 2. Etappe auch von den TGV genutzt werden wird.

### Phase 2: Béziers–Perpignan
Kurz hinter dem Abzweig nach Béziers, kommt der neue Bahnhof Béziers-Est zu liegen. Ab hier und bis Rivesaltes ist die Strecke nur für den schnellen Personenverkehr ausgelegt. Nachdem Béziers südlich umfahren wurde, endet die Bündelung mit der Autobahn A9 und die Strecke schwenkt nach Westen ab. In der Nähe von Nissan-lez-Enserune wird die Altstrecke überquert, bevor das Département Aude erreicht wird. Anschließend wird die Aude-Ebene mittels diversen Viadukten und Flutbrücken durchquert um Schutz vor Überschwemmungen zu bieten. Westlich von Narbone entstehen Abzweige aus Richtung Perpignan und Montpellier an die Strecke nach Toulouse. Nach diesen schwenkt die Strecke nach Süden. Im Bereich der Querung mit der Bahnstrecke Bordeaux–Narbonne entsteht der neue Bahnhof Narbonne-Ouest mit Umsteigemöglichkeit auf den Regionalverkehr. Auf Höhe der Gemeinde Bages erfolgt eine teilweise Bündelung mit der Autobahn A9 bis zur Gemeinde La Palme. Anschließend wird das Massif des Corbières erreicht, wo größere Erdbewegungen und Brückenbauwerke erforderlich sind. Dort wechselt die Strecke in das Département Pyrénées-Orientale. Nordwestlich der Gemeinde Rivesaltes entstehen zwei Verbindungen mit der Altstrecke Narbonne–Perpignan: einerseits von der Neubaustrecke in Richtung Perpignan für Personenzüge die in Perpignan halten und andererseits von der Altstrecke in Richtung Spanien für Güterzüge. Die Agglomeration Perpignan wird westlich umfahren, bevor auf Höhe der Gemeinde Le Soler an die LGV Perpignan–Figueres angeschlossen wird.

## Geschichte

### Erste Studien
Die ersten Studien für eine LGV Languedoc-Roussillon reichen in die Jahre 1990 zurück als hiermit die Verlängerung der LGV Méditerranée ab Montpellier bis zur spanischen Grenze angedacht war. Die Vorstudien fanden im Zeitraum 1993 bis 1995 statt, welche in eine Trassenwahl mündeten. Im selben Jahr wird das Projekt gestoppt, da die LGV Méditerranée neu in Nîmes enden wird und der Bericht „Rouvillois“ diese Neubaustrecke als nicht prioritär einstuft. Anfang der 2000er-Jahre wird der Ausbau der Altstrecken zwischen Nîmes und Perpignan, aufgrund der Kapazitätsengpässe, wieder als dringender eingestuft. Somit wird im Jahr 2000 die 1995 festgelegte Trasse als Projekt von allgemeinem Interesse (Projet d'intérêt général, PIG) festgeschrieben, sodass diese gesichert bleibt und nicht überbaut werden kann.
Im Mai 2005 wird das Contournement de Nîmes et Montpellier (CNM) für gemeinnützig und dringend erklärt (déclaration d’utilité publique). Parallel dazu schreitet die Planung an der Neubaustrecke von Barcelona bis an die französische Grenze voran. Somit wird im Jahr 2006 der Nutzen einer neuen Strecke zwischen Montpellier und Perpignan angesichts des zunehmenden Handels mit der iberischen Halbinsel erneut geprüft. Folglich beschloss der Verkehrsminister am 17. März 2006 die Planung an der Neubaustrecke Montpellier–Perpignan wieder aufzunehmen im Hinblick auf die Durchführung einer öffentlichen Debatte (débat publique). Die Ziele des ursprünglichen Projekts werden neu hinterfragt, insbesondere im Zusammenhang mit der Entwicklung des regionalen Personenverkehrs und der Zunahme des nationalen und europäischen Güterverkehrs.
Auf Antrag des Präsidenten von Réseau Ferré de France (RFF, heute SNCF Réseau) vom 4. August 2008 beschloss die Commission Nationale du Débat Public (CNDP) am 3. September 2008, eine öffentliche Debatte über die Neubaustrecke Montpellier–Perpignan durchzuführen.
Die öffentliche Debatte fand im Zeitraum vom 3. März bis zum 3. Juli 2009 statt, dabei wurden folgende verschiedene Szenarien der Bevölkerung zur Diskussion gestellt:
- Ausbau der Altstrecke auf 3 bzw. 4 Gleise zwischen Montpellier und Narbonne
- Neubaustrecke nur für Personenverkehr (320 km/h), der Güter- und Regionalverkehr verbleiben auf der Altstrecke
- Neubaustrecke für Mischverkehr (Personenverkehr 220 km/h)
- Neubaustrecke für Mischverkehr (Personenverkehr 300 km/h), hierbei sind auf ca. 90 km 3 und 4-gleisige Abschnitte zu erstellen um Konflikte zwischen den langsameren Güterzügen und dem schnellen Personenverkehr zu vermeiden.

Am 26. November 2009 entschied der RFF-Verwaltungsrat die Studien für eine Neubaustrecke fortzusetzen. Diese ist auf gesamter Länge auf eine bauliche Höchstgeschwindigkeit von 350 km/h auszulegen, auf Teilabschnitten soll Mischverkehr mit Güterzügen ermöglicht werden.

### Planung
In den Jahren 2010 und 2011 wurden verschiedene Trassenführungen geprüft was in die Trassenwahl durch den Ministerialbeschluss vom 14. November 2011 mündete. In einem 2. Ministerialbeschluss vom 15. Dezember 2013 wurde entschieden zwischen Montpellier und Béziers und die Umfahrung von Perpignan als Mischverkehrsstrecke auszubauen und zwei neue Bahnhöfe in Béziers-Est und Narbonne-Ouest zu erstellen. Mit dem 3. Ministerialbeschluss vom 29. Januar 2016 wurde die vorgeschlagene Trassenführung bestätigt, die Lage der neuen Bahnhöfe und der Anschlüsse an die bestehende Strecken festgelegt. Die Kosten des Projekts wurden auf 5,52 Milliarden Euro festgesetzt (Preisstand 2014). Die etappierte Erstellung der Neubaustrecke wird Anfang 2017 entschieden. In einer ersten Phase soll der Abschnitt von Montpellier bis Béziers erstellt werden (Mischverkehrsstrecke), hierdurch verkürzen sich die Reisezeiten im Fernverkehr um 18 Minuten. Mit Fertigstellung der gesamten Strecke sollen sich die Fahrzeiten zwischen Montpellier und Perpignan um bis zu 39 Minuten verkürzen.
Die öffentlichen Anhörung (Dossier d’enquête préalable) der ersten Phase fand vom 14. Dezember 2021 bis 27. Januar 2022 statt. Am 16. Februar 2023 wurde die erste Phase für gemeinnützig und dringend erklärt (déclaration d’utilité publique). Die Bauarbeiten sollen spätestens 2029 starten für eine geplante Inbetriebnahme 2034.

### Angedachte Verbindung nach Toulouse
Mit der Neubaustrecke Toulouse–Narbonne soll der Lückenschluss mit der geplanten LGV Bordeaux–Toulouse erstellt werden. Somit wären die Netze TGV Atlantique, mit Ursprung im Bahnhof Paris-Montparnasse, und TGV Méditerranée, mit Ursprung im Bahnhof Paris-Gare-de-Lyon, miteinander verbunden. Im April 2010 gab RFF Vorstudien für diese Strecke in Auftrag. Diese wurden bis Anfang Oktober 2012 fertiggestellt, womit als nächstes die Durchführung einer öffentlichen Debatte (débat publique) anstehen würde. Die Kommission Mobilité 21 gab, in einem im Juni 2013 veröffentlichten Bericht, an das Projekt nicht als vordringlich einzustufen und eine Realisierung erst nach 2050 in Angriff zu nehmen und vorerst die Studien zu unterbrechen. Seitdem ist das Projekt gestoppt.

## Infrastruktur
Die Strecke weist eine Länge von 150 km auf, davon sind ca. 64 km als Mischverkehrsstrecke ausgelegt (Personenverkehr mit bis zu 300 km/h und Güterverkehr bis zu 120 km/h). Weiterhin sind für den Anschluss an das Bestandsnetz insgesamt zusätzlich ca. 30 km Verbindungsstrecken nötig. Die gesamte Strecke wurde auf eine Entwurfsgeschwindigkeit von 350 km/h ausgelegt.
In Bereichen mit Mischverkehr beträgt der Gleisachsabstand 4,80 m, in Bereichen mit ausschließlich schnellem Personenverkehr 4,50 m. Der minimale Bogenradius beträgt generell 5900 m. Die maximale Neigung beträgt für den Mischverkehr 13,5 ‰ bzw. für den Personenverkehr 35 ‰. Als Oberbau kommen UIC 60 Schienen mit Monoblockschwellen zum Einsatz. Die Überleitstellen sind auf eine Geschwindigkeit von 170 km/h ausgelegt, der Abzweig in Richtung Perpignan bei Rivesaltes erlaubt bis zu 230 km/h. Die Strecke soll ausschließlich mit dem Zugsicherungssystem ETCS Level 2 ausgerüstet werden.
Für die Traktionsstromversorgung sind zwei neue Unterwerke zu erstellen, eins in Florensac zwischen Béziers und Montpellier und das zweite in Narbonne. Die bestehenden Unterwerke in Le Soler (im Rahmen der LGV Perpignan–Figueres erstellt) und Lattes (im Rahmen des Contournement de Nîmes et Montpellier erstellt) werden Teile der Strecke ebenfalls versorgen.